# Crise des otages de la mer Noire
La crise des otages de la mer Noire a eu lieu du 16 au 19 janvier 1996 sur la mer Noire pendant la première guerre de Tchétchénie. Le ferry Avrasaya, battant pavillon panaméen, avec à son bord 177 passagers et 55 membres d'équipage, a été détourné dans le port turc de Trabzon par un groupe armé international, qui a menacé de tuer plus de 100 passagers russes si les forces russes ne cessaient pas leur attaque contre les séparatistes tchétchènes dans la crise des otages de Kizliar-Pervomaïskoïe.
La crise s'est terminée sans effusion de sang après trois jours avec la libération saine et sauve de plus de 219 captifs ; 13 personnes ont été hospitalisées en raison de maladies et de blessures.

## Détournement
Les pirates étaient cinq ressortissants turcs d'origine caucasienne, Muhammed Emin Tokcan (né en 1969 à Gebze), Tuncer Özcan (né en 1968 à Düzce), Sedat Temiz, Erdinç Tekir (né en 1966 à Istanbul), Ertan Coşkun (né en 1960) à Zonguldak), Ceyhan Mollamehmetoğlu, un Abkhaze originaire d'abkhazie, Khamzat Gitsba (né en 1971), et deux Tchétchènes, Ramazan Zubareyev (né en 1963) et Viskhan Abdurrahmanov (né en 1967). Le groupe a pris le contrôle du navire alors qu'il était sur le point de quitter le port turc de Trabzon en direction d'Eregli puis de Sotchi en Russie. Le responsable de la sécurité du port a été blessé par balle au pied lors du détournement et l'itinéraire a été modifié vers Istanbul.
Les pirates ont annoncé qu'ils prévoyaient de détruire le navire afin d'attirer l'attention sur la situation critique de la Tchétchénie. Ils ont également menacé de le faire exploser avec les 114 otages russes si les forces russes ne cessent pas leur offensive en cours contre un important groupe de combattants tchétchènes dirigé par Salman Raduyev, encerclé par environ 200 otages civils et policiers dans le village de Pervomayskoye à la frontière entre la Tchétchénie et la république russe du Daghestan. Des dizaines de personnes ont été tuées lorsque le FSB et l'armée russes ont tenté de prendre d'assaut puis de bombarder Pervomaïskoïe ; dans la nuit (avant l'aube) du 18 janvier, les Tchétchènes ont réussi à traverser l'encerclement russe lors d'une percée sanglante.
Les autorités turques, ignorant les demandes russes d'agir avec plus de force, ont évité de nouvelles effusions de sang et ont libéré tous les otages grâce à une communication et des négociations constantes avec les ravisseurs. Le navire est arrivé à l'entrée nord du Bosphore le 19 janvier 1996, vers 12 heures, après la fin des combats à Pervomaïskoïe. À 17 heures le même jour, quatre militants se sont rendus aux autorités après avoir jeté leurs armes et leurs bombes dans la mer. Les membres restants du groupe ont tenté de se cacher parmi les passagers, sans succès.

## Conséquences
Le 7 mars 1997, les pirates ont été condamnés à plus de huit ans de prison. Abdurrahmanov s'est évadé le 4 octobre de l'hôpital public de Bursa. Le 21 octobre, Zubarayev, Gitsba et Özcan se sont également évadés de prison. Gitsba aurait ensuite été abattu à sa sortie d'une mosquée à Gudauta, en Abkhazie, le 17 août 2007.
Le chef des militants, Muhammed Tokcan, s'est évadé de la prison de Dalaman le 6 octobre 1997. Tokcan a été de nouveau arrêté à l'aéroport Atatürk d'Istanbul le 29 avril 1999, alors qu'il tentait de fuir vers Sotchi avec un faux passeport. Il a été libéré sur parole le 22 décembre 2000. Le 22 avril 2001, peu avant minuit, un groupe de 12 militants dirigé par Tokcan (qui était toujours en liberté conditionnelle), s'empare du Swissôtel à Istanbul et prend des otages pour attirer l'attention internationale sur la nouvelle guerre en Tchétchénie. La crise a pris fin lorsque tous les hommes armés se sont rendus après seulement 12 heures, encore une fois sans effusion de sang.
Erdinç Tekir était employé d'İHH depuis deux ans après une décennie de bénévolat pour l'organisation. Tekir était à bord du Mavi Marmara en tant que membre de l'İHH lors du raid de la flottille de Gaza, il blessé par Tsahal. Tekir a déclaré à Hürriyet que le groupe qui a détourné le ferry et les Israéliens qui ont abordé le Mavi Marmara étaient tous deux des pirates, mais qu'ils étaient les pirates du bien, alors qu'Israël était cruel.